# Cantó de Vouneuil-sur-Vienne
El cantó de Vouneuil-sur-Vienne és un cantó francès del departament de la Viena, situat al districte de Châtellerault. Té 8 municipis i el cap és Vouneuil-sur-Vienne.

## Municipis
- Archigny
- Availles-en-Châtellerault
- Beaumont
- Bellefonds
- Bonneuil-Matours
- Cenon-sur-Vienne
- Monthoiron
- Vouneuil-sur-Vienne

## Història
| Data d'elecció                           | Identitat    | Partit        | Qualitat |
| ---------------------------------------- | ------------ | ------------- | -------- |
| 1951-1976                                | M. Parthenay | Divers droite |          |
| 1976-199.                                | Guy Rubi     | PS            |          |
| 199.-                                    | Gérard Barc  | PS            |          |
| les dades anteriors no són pas conegudes |              |               |          |
|                                          |              |               |          |

## Demografia
| A partir de 1990: Població sense dobles comptes |